# 솽류구

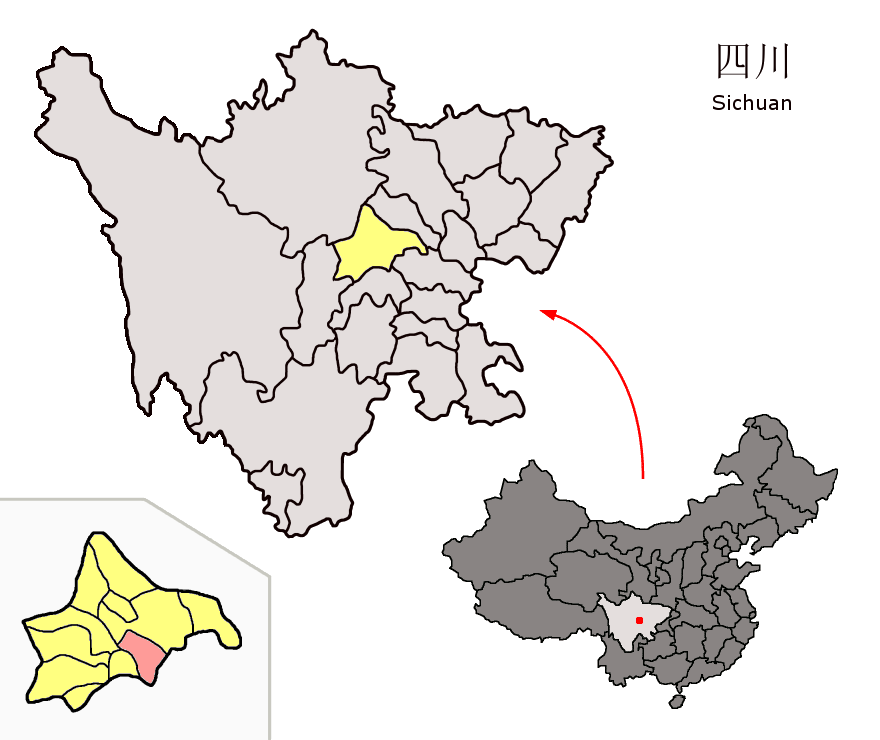
솽류 구의 위치

솽류구(한국어: 쌍류구, 중국어: 双流区, 병음: Shuāngliú Qū)는 중화인민공화국 쓰촨성 청두시의 시할구이다. 넓이는 1067km2이고, 인구는 2007년 기준으로 940,000명이다.

## 교통
중국에서 가장 분주한 공항 중 하나인 청두 솽류 국제공항이 있는 곳이다. 또한 318번 국도가 통과한다.

## 행정 구역
4개 가도, 22개 진을 관할한다.
- 가도: 东升街道, 西航港街道, 华阳街道, 中和街道；
- 진: 太平镇, 永兴镇, 籍田镇, 正兴镇, 彭镇镇, 大林镇, 煎茶镇, 黄龙溪镇, 永安镇, 九江镇, 黄水镇, 金桥镇, 黄甲镇, 公兴镇, 胜利镇, 新兴镇, 兴隆镇, 万安镇, 白沙镇, 三星镇, 合江镇, 白家镇.